# Mittlere Hintereisspitze
Mittlere Hintereisspitze är ett berg i Österrike.   Det ligger i distriktet Imst och förbundslandet Tyrolen, i den västra delen av landet, 500 km väster om huvudstaden Wien. Toppen på Mittlere Hintereisspitze är 2 791 meter över havet.
Terrängen runt Mittlere Hintereisspitze är huvudsakligen bergig, men den allra närmaste omgivningen är kuperad. Runt Mittlere Hintereisspitze är det mycket glesbefolkat, med 6 invånare per kvadratkilometer.. Närmaste större samhälle är Obergurgl, 18,6 km öster om Mittlere Hintereisspitze. 
Trakten runt Mittlere Hintereisspitze består i huvudsak av gräsmarker.